# James Howard Weaver
James Howard Weaver (ur. 8 sierpnia 1927 w Brookings, zm. 6 października 2020 w Eugene) – amerykański polityk związany z Partią Demokratyczną.
W latach 1975–1987 przez sześć dwuletnich kadencji Kongresu Stanów Zjednoczonych reprezentował czwarty okręg wyborczy w Oregonie w Izbie Reprezentantów Stanów Zjednoczonych.